# Peponidium pallidum
Peponidium pallidum är en måreväxtart som beskrevs av Arenes. Peponidium pallidum ingår i släktet Peponidium och familjen måreväxter. Inga underarter finns listade i Catalogue of Life.